# Liste der deutschen Botschafter in Israel
Die Liste der deutschen Botschafter in Israel bietet einen Überblick über die Leiter der diplomatischen Vertretung der Bundesrepublik Deutschland in Israel seit der Aufnahme diplomatischer Beziehungen im Jahr 1965. DDR-Diplomaten gab es nicht.

## Botschafter
| Name                  | Amtszeit  | Bild                                 |
| --------------------- | --------- | ------------------------------------ |
| Rolf Friedemann Pauls | 1965–1968 | Rolf Friedemann Pauls (1966, rechts) |
| Karl Hermann Knoke    | 1968–1971 | Karl Hermann Knoke (1964)            |
| Jesco von Puttkamer   | 1971–1974 |                                      |
| Per Fischer           | 1974–1977 |                                      |
| Klaus Schütz          | 1977–1981 | Klaus Schütz (1969)                  |
| Niels Hansen          | 1981–1985 |                                      |
| Wilhelm Haas          | 1985–1990 |                                      |
| Otto von der Gablentz | 1990–1993 | Otto von der Gablentz (2015)         |
| Franz Bertele         | 1993–1996 | Franz Bertele (1989)                 |
| Theodor Wallau        | 1996–2000 |                                      |
| Rudolf Dreßler        | 2000–2005 | Rudolf Dreßler (2008)                |
| Harald Kindermann     | 2006–2011 | Harald Kindermann (2011)             |
| Andreas Michaelis     | 2011–2015 |                                      |
| Clemens von Goetze    | 2015–2018 |                                      |
| Susanne Wasum-Rainer  | 2018–2022 | Susanne Wasum-Rainer (2015, links)   |
| Steffen Seibert       | seit 2022 | Steffen Seibert (2012)               |